# Корбутов, Иван Иванович
Ива́н Ива́нович Ко́рбутов (18 января 1935 года — 3 ноября 2013 года) — советский военный деятель, генерал-полковник (29.04.1988). Командующий Северной группой войск (1987—1989), народный депутат СССР.

## Биография
Родился 18 января 1935 года в городе Сычёвка Смоленской области.
Окончил среднюю школу, затем поступил в Ульяновское танковое училище. В 1970 году окончил Военную академию бронетанковых войск, в 1976 году — Военную академию Генштаба.
За 40 лет своей военной службы занимал различные должности. С ноября 1981 по июнь 1984 года командовал 7-й танковой армией. С июня 1984 года — заместитель командующего войсками Ленинградского военного округа.
С февраля 1987 года по июнь 1989 года — командующий Северной группы войск, затем до ноября 1991 года — заместитель Главнокомандующего войсками Дальнего Востока. Избирался народным депутатом СССР (1989—1991).
В 1992 году Корбутов был уволен в запас в звании генерал-полковника.
После окончания службы стал одним из организаторов ветеранского движения в России. С 1997 года он являлся заместителем председателя, а с 2003 года — председателем совета Межрегиональной Санкт-Петербурга и Ленинградской области организации Всероссийской общественной организации ветеранов (пенсионеров) войны, труда, Вооруженных Сил и правоохранительных органов.
Иван Иванович многое сделал для увековечения памяти о Великой Отечественной войне. Предложения и советы Корбутова стали полезными для органов власти при принятии важных решений о поддержке ветеранов и блокадников, при подготовке к празднованию юбилейных дат. Им внесён значительный вклад в патриотическое воспитание молодежи, курсантов военных училищ и кадетских корпусов.
Скончался 3 ноября 2013 года, похоронен на Смоленском кладбище Санкт-Петербурга.

## Награды
- Орден Красной Звезды[1]
- Орден «За службу Родине в Вооружённых Силах СССР» III степени[1]
- Медаль «В ознаменование 100-летия со дня рождения Владимира Ильича Ленина»
- Медаль «Ветеран Вооружённых Сил СССР»
- Медаль «За укрепление боевого содружества»
- другие награды